# WetWorks
Wetworks était une série créée pour Image Comics par Whilce Portacio. Celui-ci à la mort de sa sœur, abandonna la publication. Cependant, la série a repris en 1994 a la demande d’Image Comics (à travers Wildstorm).
L’histoire raconte les aventures d’agents secrets enchaînés à des symbiotes couleur or, qui combattent des forces surnaturelles.

## Origine
Wetworks est une équipe agissant en secret qui est née des cendres de Team 7. Le leader, Jackson Dane est d’ailleurs un ancien membre de Team 7. Dans le #1, Team 7 doit accomplir une mission suicide ordonnée par Miles Craven, directeur des Opérations Internationales (souvent abrégée en tant que I/O dans la VO). La mission consistait à infiltrer une enclave terroriste dans la péninsule de Raanes (en Europe de l’est) et à subtiliser un agent biologique tombé aux mains des terroristes. Une fois leur cible en vue, l’équipe se rendit compte que l’enclave avait été rasée avant leur arrivée. Lors de l’inspection des lieux, l’équipe trouva des containers remplis d’un liquide doré. Au moment même de cette découverte, les explosifs que transportaient les membres se déclenchèrent à distance. Ils surent à cet instant qu’ils avaient été doublés.
Un sniper caché tira sur un des containers pendant que Clayton "Claymore" Maure était à proximité de ce dernier. Le fluide doré se jeta sur Claymore, couvrant tout son corps. Au même moment, l’équipe subit une attaque terroriste. Quand le Colonel Dane vit que les balles rebondissaient sur le corps de Claymore, il décida de briser les autres containers et d’utiliser ces symbiotes pour se protéger de l’explosion imminente.
L'enclave fut ainsi détruite, mais l’équipe Team 7 s'en sortit indemne. Cependant, trois avions des I/O arrivèrent afin d'éliminer les survivants. Mother One, leur leader, fit toutefois abattre les avions afin de sauver Team 7. On vit Mother One porter un symbiote, sans savoir comment elle l’avait acquis.
Mother One les mena à son patron, l’industriel Armand Waering, qui leur expliqua que leur élimination avait été voulue par Craven et l’I/O.
Finalement, Dane accepta à contrecœur de travailler pour Waering. Ce dernier expliqua qu’il désirait exterminer la Nation Vampire, cette dernière ayant pour but de mettre à genou l’humanité. Toutefois, Waering leur cacha qu’il était en réalité le Jaquar, chef de la Nation Loup-Garou.
La série originale a duré 41 numéros. Une nouvelle série devait voir le jour en 2006, réalisée par Mike Carey et Whilce Portacio.

## Personnages

### Membres originaux
- Claymore (Clayton H. Maure)
- Crossbones (Nicholas A. Jones) [MIA Wetworks #4]
- Dane (Jackson Michael Dane) Membre de la Team 7 originale
- Dozer (Joseph H. Mendoza)
- Flattop (Jason C. Phillips) [MIA Wetworks #4]
- Grail (Salvador Joel Alonday)
- Jester (Cord Dexter Lemoyne)
- Mother-One (Rachel L. Rhodes)
- Pilgrim (Maritza Blackbird)
- Blackbird (Nathaniel Blackbird)

### Membres de la2eSérie
- Dane (Jackson Michael Dane)
- Mother-One (Rachel L. Rhodes)
- Persephone

## Publications

### France
En France, la série a été brièvement publiée par Semic dans un magazine à son nom, qui n'a duré que 5 numéros.